# أنجيلا مولينا
انجيلا مولينا (بالإسبانية: Ángela Molina) (و. 1955 – م) هي ممثلة من إسبانيا. ولدت في مدريد.

## وصلات خارجية
- أنجيلا مولينا على موقع IMDb (الإنجليزية)
- أنجيلا مولينا على موقع قاعدة بيانات الأفلام العربية
- أنجيلا مولينا على موقع ألو سيني (الفرنسية)
- أنجيلا مولينا على موقع ميوزك برينز (الإنجليزية)
- أنجيلا مولينا على موقع أول موفي (الإنجليزية)
- أنجيلا مولينا على موقع قاعدة بيانات الأفلام السويدية (السويدية)
- أنجيلا مولينا على موقع إن إن دي بي (الإنجليزية)
- أنجيلا مولينا على موقع ديسكوغز (الإنجليزية)
- أنجيلا مولينا على موقع قاعدة بيانات الفيلم (الإنجليزية)
- أنجيلا مولينا على موقع كينوبويسك (الروسية)